# Zone de Chilgok
 (juillet 2025).
La mise en forme du texte ne suit pas les recommandations de Wikipédia : il faut le « wikifier ».
Les points d'amélioration suivants sont les cas les plus fréquents. Le détail des points à revoir est peut-être précisé sur la page de discussion.
- Les titres sont pré-formatés par le logiciel. Ils ne sont ni en capitales, ni en gras.
- Le texte ne doit pas être écrit en capitales (les noms de famille non plus), ni en gras, ni en italique, ni en « petit »…
- Le gras n'est utilisé que pour surligner le titre de l'article dans l'introduction, une seule fois.
- L'italique est rarement utilisé : mots en langue étrangère, titres d'œuvres, noms de bateaux, etc.
- Les citations ne sont pas en italique mais en corps de texte normal. Elles sont entourées par des guillemets français : « et ».
- Les listes à puces sont à éviter, des paragraphes rédigés étant largement préférés. Les tableaux sont à réserver à la présentation de données structurées (résultats, etc.).
- Les appels de note de bas de page (petits chiffres en exposant, introduits par l'outil «  Source ») sont à placer entre la fin de phrase et le point final[comme ça].
- Les liens internes (vers d'autres articles de Wikipédia) sont à choisir avec parcimonie. Créez des liens vers des articles approfondissant le sujet. Les termes génériques sans rapport avec le sujet sont à éviter, ainsi que les répétitions de liens vers un même terme.
- Les liens externes sont à placer uniquement dans une section « Liens externes », à la fin de l'article. Ces liens sont à choisir avec parcimonie suivant les règles définies. Si un lien sert de source à l'article, son insertion dans le texte est à faire par les notes de bas de page.
- La présentation des références doit suivre les conventions bibliographiques. Il est recommandé d'utiliser les modèles {{Ouvrage}}, {{Chapitre}}, {{Article}}, {{Lien web}} et/ou {{Bibliographie}}. Le mode d'édition visuel peut mettre en forme automatiquement les références.
- Insérer une infobox (cadre d'informations à droite) n'est pas obligatoire pour parachever la mise en page.

Pour une aide détaillée, merci de consulter Aide:Wikification.
Si vous pensez que ces points ont été résolus, vous pouvez retirer ce bandeau et améliorer la mise en forme d'un autre article.
Pour le comté situé dans la province du Gyeongsang du Nord, voir Chilgok-gun.
La zone, le secteur, le district ou le quartier de Chilgok (hangul : 칠곡지구 ; hanja : 漆谷) désigne une zone (jigu) située dans le district de Buk de la ville métropolitaine de Daegu, en Corée du Sud. 
Elle correspond au territoire l’ancien bourg de Chilgok (Chilgok-eup), auparavant canton de Chilgok (Chilgok-myeon), une ancienne subdivision du comté de Chilgok et est aujourd’hui incluse dans le district de Buk de Daegu, au nord de la rivière Geumho. Elle englobe les quartiers : Eumnae-dong, Gwan-eum-dong, Gwanmun-dong, Dongcheon-dong, Taejeon-dong, Guam-dong, à l’exception de Mutae-Joya-dong.
Pour la distinguer du comté de Chilgok voisin, elle est aussi appelée « Daegu Chilgok », « zone de Daegu Chilgok » ou « Daegu Gangbuk ».

## Géographie
La zone est délimitée :
- au nord : par Dongmyeon (comté de Chilgok),
- à l’ouest : par le comté de Chilgok (Jicheon-myeon), par des collines basses (monts Myeongbong et Taebok),
- à l’est : par Mutae-Joya-dong, bordée par le mont Hamji,
- au sud : par la rivière Geumho, frontière naturelle avec le district de Seo-gu et Dasa-eup (comté de Dalseong).

Le ruisseau Palgeo-cheon, affluent de la Geumho, traverse la zone du nord au sud. L’urbanisation s’y concentre principalement le long de ce cours d’eau, à l’exception de Gwanmun-dong, plus excentré.
Bien qu’urbanisée depuis les programmes fonciers de 1989, certaines parties demeurent agricoles, notamment autour de Hakjeong-dong et Nogok-dong. Le quartier de Guam-dong est en développement, notamment avec le projet résidentiel public de Donam.

## Établissements et équipements
- Université des sciences de la santé de Daegu
- Hôpital universitaire de Chilgok-Kyungpook
- Marché agricole et halieutique de Daegu
- Lycée des sports de Daegu
- Institut des technologies agricoles du Gyeongsang du Nord
- 50e Division d’infanterie

### Patrimoine culturel
- Forteresse de Palgeo
- Tumulus de Guam-dong
- Salle principale (Daeseongjeon) du confucéen Chilgok‑hyanggyo

## Transports

### Métro
La ligne 3 du métro de Daegu traverse la zone du nord au sud. Elle compte dix stations : de « Chilgok-Kyungpook Univ. Hospital » à « Paldal ». La gare de Seodaegu, ouverte en mars 2022, offre une desserte interurbaine. La gare de Jicheon, plus proche en distance, a été fermée en 2004. La réouverture est envisagée via le projet du métro régional de Daegu. Le secteur de Nogok-dong reste peu couvert par ce mode de transport.

### Routes
Autoroutes :
- Jungang Expressway – sortie « Chilgok »
- Boulevard périphérique de Daegu – échangeur Dongmyeong–Dongho

- Routes nationales : n°4 (axe est-ouest) et n°5 (axe nord-sud), se croisent à « Taejeon Samgeori ». La route n°25 partage tout ou partie de « Chilgok Jungang-daero ».
- Ponts sur la Geumho : Paldalgyo, Waryonggyo, Maechun-daegyo, Nogokgyo
- Tunnel de Gugu (1998), reliant Guam-dong à Mutae-Joya-dong
- Projet approuvé en 2019 : route métropolitaine Joya–Dongmyeong

### Bus
Il n’existe pas de terminal dans la zone. Les terminaux de bus les plus proches sont ceux du nord de Daegu et de Seodaegu. La desserte comprend :
- 3 lignes express
- 12 lignes principales
- 11 lignes locales[note 2]
- 1 ligne « bus de travail »
- 3 lignes rurales (comté de Chilgok)

Le quartier de Nogok-dong est mal desservi : aucun bus ne le relie directement à la zone de Chilgok, faisant parfois un détour à travers d’autres quartiers.

## Culture
Chaque année, un festival rural (festival des épouvantails) est organisé dans les champs de Hakjeong-dong Le patrimoine culturel inclut :
- le tumulus de Guam-dong
- la forteresse de Palgeo
- le site de « Daegojang » à Taejeon-dong[2]

## Histoire administrative
Avant 1981, la région faisait partie du comté de Chilgok Elle fut annexée à Daegu (district de Buk-gu) le 1er juillet 1981. Depuis, plusieurs redécoupages administratifs l'ont concernée :
- 1982 : création des secteurs Chilgok 1-dong et 2-dong
- 1983 : création de Chilgok 3-dong
- 1994–2009 : fusions/fissions successives incluant Taejeon‑dong, Gwan‑mun‑dong, Nogok‑dong, Guam‑dong, Eumnae‑dong, Dongcheon‑dong

Un tableau complet est présent dans la version coréenne de la page.